# Ray Hanna
Pour les articles homonymes, voir Hanna.
Raynham George Hanna (28 août 1928 - 1er décembre 2005) était un pilote et un collectionneur d'avions anglais.

## Biographie

### Jeunesse
Ray Hanna naît le 28 août 1928 à Takapuna (Nouvelle-Zélande). Il étudie à la Grammar School d'Auckland et apprend à piloter à partir de 1947, s'entraînant sur Tiger Moth. Il décide alors de s'engager dans la Royal Air Force et, en 1949, réussit à se payer un billet de bateau pour l'Angleterre dans ce but.

### Le pilote de chasse
Ray Hanna commence sa carrière comme pilote de chasse dans la Royal Air Force en 1949, où il est formé sur Harvard et Gloster Meteor. Au cours de son entraînement, il aura l'occasion de piloter de nombreux appareils à piston : Tempest V, Sea Fury, Balliol et Bristol Beaufighter.
Sa première affectation opérationnelle l'envoie au 79e escadron de la RAF à Gütersloh (Allemagne), où il volera sur Gloster Meteor FR9 pour d'exigeantes missions de reconnaissance qu'il décrira plus tard comme « 4 années à moins de 40 mètres (d'altitude) ». Durant les années 1950, il pilotera la quasi-totalité de premiers chasseurs à réaction britanniques, notamment les Vampire, Venom, Attacker, Sea Hawks, Swift et Javelin. En 1962, il reçoit l'« Air Force Cross » pour ses qualités de pilote.

### LesRed Arrows
Peu après avoir reçu sa qualification d'instructeur, Ray hanna connaît sa première expérience de leader de patrouille acrobatique en 1957, dirigeant une formation de 4 Hunter. En 1963, il participe à la patrouille College of Air Warfare Meteor avant d'être sélectionné en 1965 en tant que no 3 pour la toute nouvelle patrouille des Red Arrows. Il ne lui faudra qu'une année pour en devenir leader. Sous sa houlette, cette formation sera bientôt reconnue comme l'une des meilleures escadrilles acrobatiques militaires au monde, c'est notamment lui qui créera le fameux « Diamond 9 », véritable signature des Arrows. Il détient par ailleurs le record de longévité en tant que leader de cette formation : 4 années consécutives, avec plus de 100 représentations par an. Pour son action au sein des Red Arrows, Ray Hanna se verra ajouter une barre à son « Air Force Cross » reçue en 1962.

### Le pilote civil
Ray quitte la RAF en 1971 et commence une carrière de pilote civil. Il sera tout d'abord pilote de ligne sur la compagnie Lloyd International Airways (en) où il travaillera sur Boeing 707 avant de rejoindre Cathay Pacific où il officiera à nouveau sur 707 pendant 7 années avant de passer sur Lockheed L-1011 TriStar. Ray Hanna deviendra l'ami du CEO de Cathay Pacific, Sir Adrian Swire, Britannique très fortuné résidant à Singapour. Sous son influence, Swire se laissera convaincre d'acquérir un Spitfire IX. Swire proposa à Ray Hanna de piloter le Spitfire lors de shows aériens, et ce sera le début d'une relation particulière entre Hanna et le MH 434 (numéro de série du Spitfire), relation qui marquera dans les années suivantes de très nombreux spectateurs de meetings.

### Le collectionneur deWarbirds

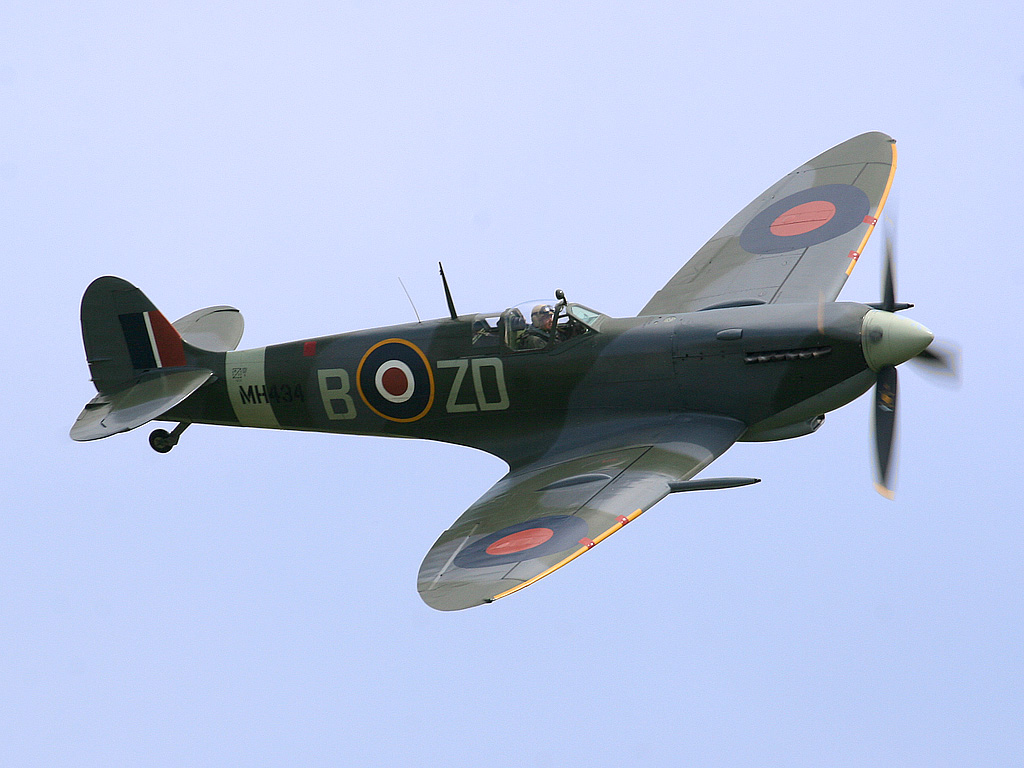
Ray Hanna aux commandes du MH434 lors du Flying Legends de 2005

Quelques années plus tard, Ray Hanna rachètera le MH 434 à Swire et en 1981, avec l'aide de son fils Mark (également pilote de chasse de la RAF, et qui disparaîtra tragiquement en 1999 aux commandes d'un Messerschmitt Bf 109), il avait constitué dans la ville de Duxford une collection de warbirds qui deviendra la Old Flying Machine Company, aujourd'hui mondialement célèbre, aussi bien pour ses shows aériens que pour sa participation à de nombreux films.
Par la suite, après le décès de son fils, Ray Hanna avait commencé à rassembler un certain nombre d'avions anciens à Wanaka, (Nouvelle-Zélande), où il envisageait probablement de se retirer.
Sans avoir totalement pu mener ce projet à bien, Ray Hanna est décédé durant son sommeil le 1er décembre 2005, à 77 ans, dans la maison qu'il possédait en Suisse. Il est enterré à Parham (Suffolk), aux côtés de son fils Mark. Lors de ses funérailles, une patrouille de 5 appareils des Red Arrows effectuèrent un passage en formation pour honorer la mémoire d'une de leurs plus grande figure, puis le fameux Spitfire MH434, piloté par son ami Lee Proudfoot effectua un passage bas.
Ray Hanna est unanimement reconnu comme l'un des plus talentueux pilotes de son époque. L'un des plus beaux hommages lors de l'annonce de sa mort fut rendue par le célèbre journaliste aéronautique Bernard Chabbert : « C'était un véritable personnage de référence, pour ma part le plus grand pilote de la seconde moitié du XXe siècle. Et je ne dis pas ça en l'air, pour faire une phrase. J'ai vu Ray voler, dans des tas d'avions. Et il volait dans un Stearman (en) avec le même plaisir et la même intensité que dans un warbird. Lorsqu'il travaillait dans un cockpit d'avion de ligne, il devenait La Référence en matière de pilotage d'avions lourds, fonctionnant à un niveau tellement élevé que c'était même difficile à percevoir pour un non-initié. Pareil dans un warbird, pareil lorsqu'il leadait les Red Arrows, auxquels il a imprimé le style Red Arrows. »
Son image reste notamment associée à ses prestations en meeting au cours desquelles il effectuait fréquemment des passages à très basse altitude sur son fameux Spitfire Mark IX MH434.

## Filmographie[7]
- 1973 : The Blockhouse (pilote)
- 1987 : Empire du soleil (Empire of the Sun) (coordinateur des scènes aériennes, pilote du Mustang)
- 1987 : Hope and Glory (pilote) (non crédité)
- 1988 : Piece of Cake (Série télévisée) (Chef pilote)
- 1990 : Memphis Belle (Chef pilote, pilote du Messerschmitt Bf 109) (non crédité)
- 1994 : The River Wild (pilote d'hélicoptère)
- 1995 : Species (coordinateur des scènes aériennes)
- 1998 : Il faut sauver le soldat Ryan (Saving Private Ryan) (1998) (cascades aériennes)
- 2001 : Tmavomodrý svět (Dark Blue World) (pilote de Spitfire)
- 2006 : Flyboys (coordinateur des scènes aériennes)